# Hugo Goetz
Hugo Goetz (n. 18 octombrie 1884, Chicago, Illinois, SUA – d. 4 aprilie 1972, Foley⁠(d), Alabama, SUA) a fost un înotător american, medaliat olimpic. A participat la o ediție a Jocurilor Olimpice (1904) în care a câștigat două medalii de argint.